# Sarcocheilichthys parvus
Sarcocheilichthys parvus är en fiskart som beskrevs av Nichols, 1930. Sarcocheilichthys parvus ingår i släktet Sarcocheilichthys och familjen karpfiskar. IUCN kategoriserar arten globalt som livskraftig. Inga underarter finns listade i Catalogue of Life.